# Мюнхенська тема
Мю́нхенська те́ма — тема в шаховій композиції. Суть теми — в хибних ходах білих містяться послаблення, які використовуються чорними для захисту, а в рішенні при створенні нової загрози на захисти чорних вступні ходи хибної гри білих створюють варіанти.

## Історія
Цю ідею запропонував в 1934 році німецький шаховий композитор Фердінанд Метценауер (24.03.1908 — 05.03.1968).
Кожна хибна спроба білих спростовується чорними, оскільки білі вносять послаблення. Дійсна гра містить ходи, які були вступними в хибній грі білих, як результат — пройшла переміна функцій ходів білих. Ці ходи в варіантах дійсної гри стають ефективними, завдяки сильному вступному ходу білих, який змушує чорних робити послаблення в своїй позиції.
Цій ідеї Ф. Метценауер дав назву — мюнхенська тема.
|   | a | b | c | d | e | f | g | h |   |
| 8 | e7 чорний пішак · f6 чорний кінь · h6 білий ферзь · c5 чорний пішак · e5 чорний пішак · g5 чорний кінь · d4 біла тура · g4 чорна тура · d3 біла тура · f3 чорна тура · c2 білий пішак · e2 чорний пішак · h2 чорний пішак · a1 чорний король · b1 білий слон · c1 білий король · e1 білий кінь · h1 чорний слон | e7 чорний пішак · f6 чорний кінь · h6 білий ферзь · c5 чорний пішак · e5 чорний пішак · g5 чорний кінь · d4 біла тура · g4 чорна тура · d3 біла тура · f3 чорна тура · c2 білий пішак · e2 чорний пішак · h2 чорний пішак · a1 чорний король · b1 білий слон · c1 білий король · e1 білий кінь · h1 чорний слон | e7 чорний пішак · f6 чорний кінь · h6 білий ферзь · c5 чорний пішак · e5 чорний пішак · g5 чорний кінь · d4 біла тура · g4 чорна тура · d3 біла тура · f3 чорна тура · c2 білий пішак · e2 чорний пішак · h2 чорний пішак · a1 чорний король · b1 білий слон · c1 білий король · e1 білий кінь · h1 чорний слон | e7 чорний пішак · f6 чорний кінь · h6 білий ферзь · c5 чорний пішак · e5 чорний пішак · g5 чорний кінь · d4 біла тура · g4 чорна тура · d3 біла тура · f3 чорна тура · c2 білий пішак · e2 чорний пішак · h2 чорний пішак · a1 чорний король · b1 білий слон · c1 білий король · e1 білий кінь · h1 чорний слон | e7 чорний пішак · f6 чорний кінь · h6 білий ферзь · c5 чорний пішак · e5 чорний пішак · g5 чорний кінь · d4 біла тура · g4 чорна тура · d3 біла тура · f3 чорна тура · c2 білий пішак · e2 чорний пішак · h2 чорний пішак · a1 чорний король · b1 білий слон · c1 білий король · e1 білий кінь · h1 чорний слон | e7 чорний пішак · f6 чорний кінь · h6 білий ферзь · c5 чорний пішак · e5 чорний пішак · g5 чорний кінь · d4 біла тура · g4 чорна тура · d3 біла тура · f3 чорна тура · c2 білий пішак · e2 чорний пішак · h2 чорний пішак · a1 чорний король · b1 білий слон · c1 білий король · e1 білий кінь · h1 чорний слон | e7 чорний пішак · f6 чорний кінь · h6 білий ферзь · c5 чорний пішак · e5 чорний пішак · g5 чорний кінь · d4 біла тура · g4 чорна тура · d3 біла тура · f3 чорна тура · c2 білий пішак · e2 чорний пішак · h2 чорний пішак · a1 чорний король · b1 білий слон · c1 білий король · e1 білий кінь · h1 чорний слон | e7 чорний пішак · f6 чорний кінь · h6 білий ферзь · c5 чорний пішак · e5 чорний пішак · g5 чорний кінь · d4 біла тура · g4 чорна тура · d3 біла тура · f3 чорна тура · c2 білий пішак · e2 чорний пішак · h2 чорний пішак · a1 чорний король · b1 білий слон · c1 білий король · e1 білий кінь · h1 чорний слон | 8 |
| 7 | e7 чорний пішак · f6 чорний кінь · h6 білий ферзь · c5 чорний пішак · e5 чорний пішак · g5 чорний кінь · d4 біла тура · g4 чорна тура · d3 біла тура · f3 чорна тура · c2 білий пішак · e2 чорний пішак · h2 чорний пішак · a1 чорний король · b1 білий слон · c1 білий король · e1 білий кінь · h1 чорний слон | e7 чорний пішак · f6 чорний кінь · h6 білий ферзь · c5 чорний пішак · e5 чорний пішак · g5 чорний кінь · d4 біла тура · g4 чорна тура · d3 біла тура · f3 чорна тура · c2 білий пішак · e2 чорний пішак · h2 чорний пішак · a1 чорний король · b1 білий слон · c1 білий король · e1 білий кінь · h1 чорний слон | e7 чорний пішак · f6 чорний кінь · h6 білий ферзь · c5 чорний пішак · e5 чорний пішак · g5 чорний кінь · d4 біла тура · g4 чорна тура · d3 біла тура · f3 чорна тура · c2 білий пішак · e2 чорний пішак · h2 чорний пішак · a1 чорний король · b1 білий слон · c1 білий король · e1 білий кінь · h1 чорний слон | e7 чорний пішак · f6 чорний кінь · h6 білий ферзь · c5 чорний пішак · e5 чорний пішак · g5 чорний кінь · d4 біла тура · g4 чорна тура · d3 біла тура · f3 чорна тура · c2 білий пішак · e2 чорний пішак · h2 чорний пішак · a1 чорний король · b1 білий слон · c1 білий король · e1 білий кінь · h1 чорний слон | e7 чорний пішак · f6 чорний кінь · h6 білий ферзь · c5 чорний пішак · e5 чорний пішак · g5 чорний кінь · d4 біла тура · g4 чорна тура · d3 біла тура · f3 чорна тура · c2 білий пішак · e2 чорний пішак · h2 чорний пішак · a1 чорний король · b1 білий слон · c1 білий король · e1 білий кінь · h1 чорний слон | e7 чорний пішак · f6 чорний кінь · h6 білий ферзь · c5 чорний пішак · e5 чорний пішак · g5 чорний кінь · d4 біла тура · g4 чорна тура · d3 біла тура · f3 чорна тура · c2 білий пішак · e2 чорний пішак · h2 чорний пішак · a1 чорний король · b1 білий слон · c1 білий король · e1 білий кінь · h1 чорний слон | e7 чорний пішак · f6 чорний кінь · h6 білий ферзь · c5 чорний пішак · e5 чорний пішак · g5 чорний кінь · d4 біла тура · g4 чорна тура · d3 біла тура · f3 чорна тура · c2 білий пішак · e2 чорний пішак · h2 чорний пішак · a1 чорний король · b1 білий слон · c1 білий король · e1 білий кінь · h1 чорний слон | e7 чорний пішак · f6 чорний кінь · h6 білий ферзь · c5 чорний пішак · e5 чорний пішак · g5 чорний кінь · d4 біла тура · g4 чорна тура · d3 біла тура · f3 чорна тура · c2 білий пішак · e2 чорний пішак · h2 чорний пішак · a1 чорний король · b1 білий слон · c1 білий король · e1 білий кінь · h1 чорний слон | 7 |
| 6 | e7 чорний пішак · f6 чорний кінь · h6 білий ферзь · c5 чорний пішак · e5 чорний пішак · g5 чорний кінь · d4 біла тура · g4 чорна тура · d3 біла тура · f3 чорна тура · c2 білий пішак · e2 чорний пішак · h2 чорний пішак · a1 чорний король · b1 білий слон · c1 білий король · e1 білий кінь · h1 чорний слон | e7 чорний пішак · f6 чорний кінь · h6 білий ферзь · c5 чорний пішак · e5 чорний пішак · g5 чорний кінь · d4 біла тура · g4 чорна тура · d3 біла тура · f3 чорна тура · c2 білий пішак · e2 чорний пішак · h2 чорний пішак · a1 чорний король · b1 білий слон · c1 білий король · e1 білий кінь · h1 чорний слон | e7 чорний пішак · f6 чорний кінь · h6 білий ферзь · c5 чорний пішак · e5 чорний пішак · g5 чорний кінь · d4 біла тура · g4 чорна тура · d3 біла тура · f3 чорна тура · c2 білий пішак · e2 чорний пішак · h2 чорний пішак · a1 чорний король · b1 білий слон · c1 білий король · e1 білий кінь · h1 чорний слон | e7 чорний пішак · f6 чорний кінь · h6 білий ферзь · c5 чорний пішак · e5 чорний пішак · g5 чорний кінь · d4 біла тура · g4 чорна тура · d3 біла тура · f3 чорна тура · c2 білий пішак · e2 чорний пішак · h2 чорний пішак · a1 чорний король · b1 білий слон · c1 білий король · e1 білий кінь · h1 чорний слон | e7 чорний пішак · f6 чорний кінь · h6 білий ферзь · c5 чорний пішак · e5 чорний пішак · g5 чорний кінь · d4 біла тура · g4 чорна тура · d3 біла тура · f3 чорна тура · c2 білий пішак · e2 чорний пішак · h2 чорний пішак · a1 чорний король · b1 білий слон · c1 білий король · e1 білий кінь · h1 чорний слон | e7 чорний пішак · f6 чорний кінь · h6 білий ферзь · c5 чорний пішак · e5 чорний пішак · g5 чорний кінь · d4 біла тура · g4 чорна тура · d3 біла тура · f3 чорна тура · c2 білий пішак · e2 чорний пішак · h2 чорний пішак · a1 чорний король · b1 білий слон · c1 білий король · e1 білий кінь · h1 чорний слон | e7 чорний пішак · f6 чорний кінь · h6 білий ферзь · c5 чорний пішак · e5 чорний пішак · g5 чорний кінь · d4 біла тура · g4 чорна тура · d3 біла тура · f3 чорна тура · c2 білий пішак · e2 чорний пішак · h2 чорний пішак · a1 чорний король · b1 білий слон · c1 білий король · e1 білий кінь · h1 чорний слон | e7 чорний пішак · f6 чорний кінь · h6 білий ферзь · c5 чорний пішак · e5 чорний пішак · g5 чорний кінь · d4 біла тура · g4 чорна тура · d3 біла тура · f3 чорна тура · c2 білий пішак · e2 чорний пішак · h2 чорний пішак · a1 чорний король · b1 білий слон · c1 білий король · e1 білий кінь · h1 чорний слон | 6 |
| 5 | e7 чорний пішак · f6 чорний кінь · h6 білий ферзь · c5 чорний пішак · e5 чорний пішак · g5 чорний кінь · d4 біла тура · g4 чорна тура · d3 біла тура · f3 чорна тура · c2 білий пішак · e2 чорний пішак · h2 чорний пішак · a1 чорний король · b1 білий слон · c1 білий король · e1 білий кінь · h1 чорний слон | e7 чорний пішак · f6 чорний кінь · h6 білий ферзь · c5 чорний пішак · e5 чорний пішак · g5 чорний кінь · d4 біла тура · g4 чорна тура · d3 біла тура · f3 чорна тура · c2 білий пішак · e2 чорний пішак · h2 чорний пішак · a1 чорний король · b1 білий слон · c1 білий король · e1 білий кінь · h1 чорний слон | e7 чорний пішак · f6 чорний кінь · h6 білий ферзь · c5 чорний пішак · e5 чорний пішак · g5 чорний кінь · d4 біла тура · g4 чорна тура · d3 біла тура · f3 чорна тура · c2 білий пішак · e2 чорний пішак · h2 чорний пішак · a1 чорний король · b1 білий слон · c1 білий король · e1 білий кінь · h1 чорний слон | e7 чорний пішак · f6 чорний кінь · h6 білий ферзь · c5 чорний пішак · e5 чорний пішак · g5 чорний кінь · d4 біла тура · g4 чорна тура · d3 біла тура · f3 чорна тура · c2 білий пішак · e2 чорний пішак · h2 чорний пішак · a1 чорний король · b1 білий слон · c1 білий король · e1 білий кінь · h1 чорний слон | e7 чорний пішак · f6 чорний кінь · h6 білий ферзь · c5 чорний пішак · e5 чорний пішак · g5 чорний кінь · d4 біла тура · g4 чорна тура · d3 біла тура · f3 чорна тура · c2 білий пішак · e2 чорний пішак · h2 чорний пішак · a1 чорний король · b1 білий слон · c1 білий король · e1 білий кінь · h1 чорний слон | e7 чорний пішак · f6 чорний кінь · h6 білий ферзь · c5 чорний пішак · e5 чорний пішак · g5 чорний кінь · d4 біла тура · g4 чорна тура · d3 біла тура · f3 чорна тура · c2 білий пішак · e2 чорний пішак · h2 чорний пішак · a1 чорний король · b1 білий слон · c1 білий король · e1 білий кінь · h1 чорний слон | e7 чорний пішак · f6 чорний кінь · h6 білий ферзь · c5 чорний пішак · e5 чорний пішак · g5 чорний кінь · d4 біла тура · g4 чорна тура · d3 біла тура · f3 чорна тура · c2 білий пішак · e2 чорний пішак · h2 чорний пішак · a1 чорний король · b1 білий слон · c1 білий король · e1 білий кінь · h1 чорний слон | e7 чорний пішак · f6 чорний кінь · h6 білий ферзь · c5 чорний пішак · e5 чорний пішак · g5 чорний кінь · d4 біла тура · g4 чорна тура · d3 біла тура · f3 чорна тура · c2 білий пішак · e2 чорний пішак · h2 чорний пішак · a1 чорний король · b1 білий слон · c1 білий король · e1 білий кінь · h1 чорний слон | 5 |
| 4 | e7 чорний пішак · f6 чорний кінь · h6 білий ферзь · c5 чорний пішак · e5 чорний пішак · g5 чорний кінь · d4 біла тура · g4 чорна тура · d3 біла тура · f3 чорна тура · c2 білий пішак · e2 чорний пішак · h2 чорний пішак · a1 чорний король · b1 білий слон · c1 білий король · e1 білий кінь · h1 чорний слон | e7 чорний пішак · f6 чорний кінь · h6 білий ферзь · c5 чорний пішак · e5 чорний пішак · g5 чорний кінь · d4 біла тура · g4 чорна тура · d3 біла тура · f3 чорна тура · c2 білий пішак · e2 чорний пішак · h2 чорний пішак · a1 чорний король · b1 білий слон · c1 білий король · e1 білий кінь · h1 чорний слон | e7 чорний пішак · f6 чорний кінь · h6 білий ферзь · c5 чорний пішак · e5 чорний пішак · g5 чорний кінь · d4 біла тура · g4 чорна тура · d3 біла тура · f3 чорна тура · c2 білий пішак · e2 чорний пішак · h2 чорний пішак · a1 чорний король · b1 білий слон · c1 білий король · e1 білий кінь · h1 чорний слон | e7 чорний пішак · f6 чорний кінь · h6 білий ферзь · c5 чорний пішак · e5 чорний пішак · g5 чорний кінь · d4 біла тура · g4 чорна тура · d3 біла тура · f3 чорна тура · c2 білий пішак · e2 чорний пішак · h2 чорний пішак · a1 чорний король · b1 білий слон · c1 білий король · e1 білий кінь · h1 чорний слон | e7 чорний пішак · f6 чорний кінь · h6 білий ферзь · c5 чорний пішак · e5 чорний пішак · g5 чорний кінь · d4 біла тура · g4 чорна тура · d3 біла тура · f3 чорна тура · c2 білий пішак · e2 чорний пішак · h2 чорний пішак · a1 чорний король · b1 білий слон · c1 білий король · e1 білий кінь · h1 чорний слон | e7 чорний пішак · f6 чорний кінь · h6 білий ферзь · c5 чорний пішак · e5 чорний пішак · g5 чорний кінь · d4 біла тура · g4 чорна тура · d3 біла тура · f3 чорна тура · c2 білий пішак · e2 чорний пішак · h2 чорний пішак · a1 чорний король · b1 білий слон · c1 білий король · e1 білий кінь · h1 чорний слон | e7 чорний пішак · f6 чорний кінь · h6 білий ферзь · c5 чорний пішак · e5 чорний пішак · g5 чорний кінь · d4 біла тура · g4 чорна тура · d3 біла тура · f3 чорна тура · c2 білий пішак · e2 чорний пішак · h2 чорний пішак · a1 чорний король · b1 білий слон · c1 білий король · e1 білий кінь · h1 чорний слон | e7 чорний пішак · f6 чорний кінь · h6 білий ферзь · c5 чорний пішак · e5 чорний пішак · g5 чорний кінь · d4 біла тура · g4 чорна тура · d3 біла тура · f3 чорна тура · c2 білий пішак · e2 чорний пішак · h2 чорний пішак · a1 чорний король · b1 білий слон · c1 білий король · e1 білий кінь · h1 чорний слон | 4 |
| 3 | e7 чорний пішак · f6 чорний кінь · h6 білий ферзь · c5 чорний пішак · e5 чорний пішак · g5 чорний кінь · d4 біла тура · g4 чорна тура · d3 біла тура · f3 чорна тура · c2 білий пішак · e2 чорний пішак · h2 чорний пішак · a1 чорний король · b1 білий слон · c1 білий король · e1 білий кінь · h1 чорний слон | e7 чорний пішак · f6 чорний кінь · h6 білий ферзь · c5 чорний пішак · e5 чорний пішак · g5 чорний кінь · d4 біла тура · g4 чорна тура · d3 біла тура · f3 чорна тура · c2 білий пішак · e2 чорний пішак · h2 чорний пішак · a1 чорний король · b1 білий слон · c1 білий король · e1 білий кінь · h1 чорний слон | e7 чорний пішак · f6 чорний кінь · h6 білий ферзь · c5 чорний пішак · e5 чорний пішак · g5 чорний кінь · d4 біла тура · g4 чорна тура · d3 біла тура · f3 чорна тура · c2 білий пішак · e2 чорний пішак · h2 чорний пішак · a1 чорний король · b1 білий слон · c1 білий король · e1 білий кінь · h1 чорний слон | e7 чорний пішак · f6 чорний кінь · h6 білий ферзь · c5 чорний пішак · e5 чорний пішак · g5 чорний кінь · d4 біла тура · g4 чорна тура · d3 біла тура · f3 чорна тура · c2 білий пішак · e2 чорний пішак · h2 чорний пішак · a1 чорний король · b1 білий слон · c1 білий король · e1 білий кінь · h1 чорний слон | e7 чорний пішак · f6 чорний кінь · h6 білий ферзь · c5 чорний пішак · e5 чорний пішак · g5 чорний кінь · d4 біла тура · g4 чорна тура · d3 біла тура · f3 чорна тура · c2 білий пішак · e2 чорний пішак · h2 чорний пішак · a1 чорний король · b1 білий слон · c1 білий король · e1 білий кінь · h1 чорний слон | e7 чорний пішак · f6 чорний кінь · h6 білий ферзь · c5 чорний пішак · e5 чорний пішак · g5 чорний кінь · d4 біла тура · g4 чорна тура · d3 біла тура · f3 чорна тура · c2 білий пішак · e2 чорний пішак · h2 чорний пішак · a1 чорний король · b1 білий слон · c1 білий король · e1 білий кінь · h1 чорний слон | e7 чорний пішак · f6 чорний кінь · h6 білий ферзь · c5 чорний пішак · e5 чорний пішак · g5 чорний кінь · d4 біла тура · g4 чорна тура · d3 біла тура · f3 чорна тура · c2 білий пішак · e2 чорний пішак · h2 чорний пішак · a1 чорний король · b1 білий слон · c1 білий король · e1 білий кінь · h1 чорний слон | e7 чорний пішак · f6 чорний кінь · h6 білий ферзь · c5 чорний пішак · e5 чорний пішак · g5 чорний кінь · d4 біла тура · g4 чорна тура · d3 біла тура · f3 чорна тура · c2 білий пішак · e2 чорний пішак · h2 чорний пішак · a1 чорний король · b1 білий слон · c1 білий король · e1 білий кінь · h1 чорний слон | 3 |
| 2 | e7 чорний пішак · f6 чорний кінь · h6 білий ферзь · c5 чорний пішак · e5 чорний пішак · g5 чорний кінь · d4 біла тура · g4 чорна тура · d3 біла тура · f3 чорна тура · c2 білий пішак · e2 чорний пішак · h2 чорний пішак · a1 чорний король · b1 білий слон · c1 білий король · e1 білий кінь · h1 чорний слон | e7 чорний пішак · f6 чорний кінь · h6 білий ферзь · c5 чорний пішак · e5 чорний пішак · g5 чорний кінь · d4 біла тура · g4 чорна тура · d3 біла тура · f3 чорна тура · c2 білий пішак · e2 чорний пішак · h2 чорний пішак · a1 чорний король · b1 білий слон · c1 білий король · e1 білий кінь · h1 чорний слон | e7 чорний пішак · f6 чорний кінь · h6 білий ферзь · c5 чорний пішак · e5 чорний пішак · g5 чорний кінь · d4 біла тура · g4 чорна тура · d3 біла тура · f3 чорна тура · c2 білий пішак · e2 чорний пішак · h2 чорний пішак · a1 чорний король · b1 білий слон · c1 білий король · e1 білий кінь · h1 чорний слон | e7 чорний пішак · f6 чорний кінь · h6 білий ферзь · c5 чорний пішак · e5 чорний пішак · g5 чорний кінь · d4 біла тура · g4 чорна тура · d3 біла тура · f3 чорна тура · c2 білий пішак · e2 чорний пішак · h2 чорний пішак · a1 чорний король · b1 білий слон · c1 білий король · e1 білий кінь · h1 чорний слон | e7 чорний пішак · f6 чорний кінь · h6 білий ферзь · c5 чорний пішак · e5 чорний пішак · g5 чорний кінь · d4 біла тура · g4 чорна тура · d3 біла тура · f3 чорна тура · c2 білий пішак · e2 чорний пішак · h2 чорний пішак · a1 чорний король · b1 білий слон · c1 білий король · e1 білий кінь · h1 чорний слон | e7 чорний пішак · f6 чорний кінь · h6 білий ферзь · c5 чорний пішак · e5 чорний пішак · g5 чорний кінь · d4 біла тура · g4 чорна тура · d3 біла тура · f3 чорна тура · c2 білий пішак · e2 чорний пішак · h2 чорний пішак · a1 чорний король · b1 білий слон · c1 білий король · e1 білий кінь · h1 чорний слон | e7 чорний пішак · f6 чорний кінь · h6 білий ферзь · c5 чорний пішак · e5 чорний пішак · g5 чорний кінь · d4 біла тура · g4 чорна тура · d3 біла тура · f3 чорна тура · c2 білий пішак · e2 чорний пішак · h2 чорний пішак · a1 чорний король · b1 білий слон · c1 білий король · e1 білий кінь · h1 чорний слон | e7 чорний пішак · f6 чорний кінь · h6 білий ферзь · c5 чорний пішак · e5 чорний пішак · g5 чорний кінь · d4 біла тура · g4 чорна тура · d3 біла тура · f3 чорна тура · c2 білий пішак · e2 чорний пішак · h2 чорний пішак · a1 чорний король · b1 білий слон · c1 білий король · e1 білий кінь · h1 чорний слон | 2 |
| 1 | e7 чорний пішак · f6 чорний кінь · h6 білий ферзь · c5 чорний пішак · e5 чорний пішак · g5 чорний кінь · d4 біла тура · g4 чорна тура · d3 біла тура · f3 чорна тура · c2 білий пішак · e2 чорний пішак · h2 чорний пішак · a1 чорний король · b1 білий слон · c1 білий король · e1 білий кінь · h1 чорний слон | e7 чорний пішак · f6 чорний кінь · h6 білий ферзь · c5 чорний пішак · e5 чорний пішак · g5 чорний кінь · d4 біла тура · g4 чорна тура · d3 біла тура · f3 чорна тура · c2 білий пішак · e2 чорний пішак · h2 чорний пішак · a1 чорний король · b1 білий слон · c1 білий король · e1 білий кінь · h1 чорний слон | e7 чорний пішак · f6 чорний кінь · h6 білий ферзь · c5 чорний пішак · e5 чорний пішак · g5 чорний кінь · d4 біла тура · g4 чорна тура · d3 біла тура · f3 чорна тура · c2 білий пішак · e2 чорний пішак · h2 чорний пішак · a1 чорний король · b1 білий слон · c1 білий король · e1 білий кінь · h1 чорний слон | e7 чорний пішак · f6 чорний кінь · h6 білий ферзь · c5 чорний пішак · e5 чорний пішак · g5 чорний кінь · d4 біла тура · g4 чорна тура · d3 біла тура · f3 чорна тура · c2 білий пішак · e2 чорний пішак · h2 чорний пішак · a1 чорний король · b1 білий слон · c1 білий король · e1 білий кінь · h1 чорний слон | e7 чорний пішак · f6 чорний кінь · h6 білий ферзь · c5 чорний пішак · e5 чорний пішак · g5 чорний кінь · d4 біла тура · g4 чорна тура · d3 біла тура · f3 чорна тура · c2 білий пішак · e2 чорний пішак · h2 чорний пішак · a1 чорний король · b1 білий слон · c1 білий король · e1 білий кінь · h1 чорний слон | e7 чорний пішак · f6 чорний кінь · h6 білий ферзь · c5 чорний пішак · e5 чорний пішак · g5 чорний кінь · d4 біла тура · g4 чорна тура · d3 біла тура · f3 чорна тура · c2 білий пішак · e2 чорний пішак · h2 чорний пішак · a1 чорний король · b1 білий слон · c1 білий король · e1 білий кінь · h1 чорний слон | e7 чорний пішак · f6 чорний кінь · h6 білий ферзь · c5 чорний пішак · e5 чорний пішак · g5 чорний кінь · d4 біла тура · g4 чорна тура · d3 біла тура · f3 чорна тура · c2 білий пішак · e2 чорний пішак · h2 чорний пішак · a1 чорний король · b1 білий слон · c1 білий король · e1 білий кінь · h1 чорний слон | e7 чорний пішак · f6 чорний кінь · h6 білий ферзь · c5 чорний пішак · e5 чорний пішак · g5 чорний кінь · d4 біла тура · g4 чорна тура · d3 біла тура · f3 чорна тура · c2 білий пішак · e2 чорний пішак · h2 чорний пішак · a1 чорний король · b1 білий слон · c1 білий король · e1 білий кінь · h1 чорний слон | 1 |
|   | a | b | c | d | e | f | g | h |   |

1. c3? ~ 2. Sc2#, 1. ... Tf1!  (2. Ta3???)
1. c4? ~ 2. Sc2#, 1. ... Tg1! (2. Ta4???)
1. Df8! ~ 2. Da8#
1. ... Te3  2. c3! Tg1 (2. ... Tf1???)    3. Ta4#
1. ... Tfg3 2. c4! Tg1 (2. ... T4g1???) 3. Ta3#